# Perintalmanna
Perintalmanna är en ort i Indien.   Den ligger i distriktet Malappuram och delstaten Kerala, i den södra delen av landet, 2 000 km söder om huvudstaden New Delhi. Perintalmanna ligger 44 meter över havet och antalet invånare är 44 613.
Terrängen runt Perintalmanna är platt söderut, men norrut är den kuperad. Runt Perintalmanna är det mycket tätbefolkat, med 1 056 invånare per kvadratkilometer. Närmaste större samhälle är Manjeri, 19,0 km nordväst om Perintalmanna. I omgivningarna runt Perintalmanna växer huvudsakligen savannskog.